# Котляровский сельский совет
Котляро́вский (до 2016  Коммуна́рский поселко́вый) се́льский сове́т — входил до 2020 года в состав Харьковского района Харьковской области Украины.
Административный центр сельского совета находился в селе (бывшем посёлке) Котляры.

## История
- Между 1967[2] и 1975 годами[3] село Коммунар (до 1950 Котляры) было исключено из состава Пономаренковский сельсовет, перейдя в состав Безлюдовский поссовет,[4] а затем образовав в 1992 свой Коммунарский, с 2016 — Котляровский сельский совет.
- После 1976[3] года село Молчаны было исключено из состава Пономаренковского сельсовета, войдя в 1992 в Коммунарский сельский совет.
- 1992 — дата образования Коммунарского сельсовета.
- В 2016 году название сельсовета было «декоммунизировано», поскольку в названии присутствовало «запретное» слово «Коммунар».
- После 17 июля 2020 года в рамках административно-территориальной реформы по новому делению Харьковской области[5][6] данный совет был ликвидирован; входящие в него населённые пункты и его территории присоединены к ... общине Харьковского района.
- Данный поссовет (сельсовет) просуществовал 28 лет.

## Населённые пункты совета
- село Котляры́́ (б. посёлок Коммуна́р)
- село Молчаны́́